# Clarence Brooks
Clarence Ahart Brooks (1896–1969) fue un actor estadounidense. Apareció en varias películas, incluyendo papeles protagónicos. Juntó con Noble Johnson y James Thomas Smith formaron la compañía productora Lincoln Motion Picture Company en 1916. Brooks protagonizó la película By Right of Birth (1921).
Hizo una aparición en el documental That's Black Entertainment (1989).

## Filmografía
- The Realization of a Negro's Ambition (1916)
- The Trooper of Company K (1916)
- The Law of Nature (1916)[5]
- A Man's Duty (1919)
- By Right of Birth (1921)
- Absent (1928)
- Georgia Rose (1930)
- Arrowsmith (1931)
- Murder in Harlem (1935), also released as Lem Hawkins' Confession
- Dark Manhattan (1937)
- Two-Gun Man from Harlem (1938)
- Harlem Rides the Range (1939)
- The Bronze Buckaroo (1939)
- Up Jumped the Devil (1941)
- Wild Women (Bowanga Bowanga) (1951)